# Fasciace

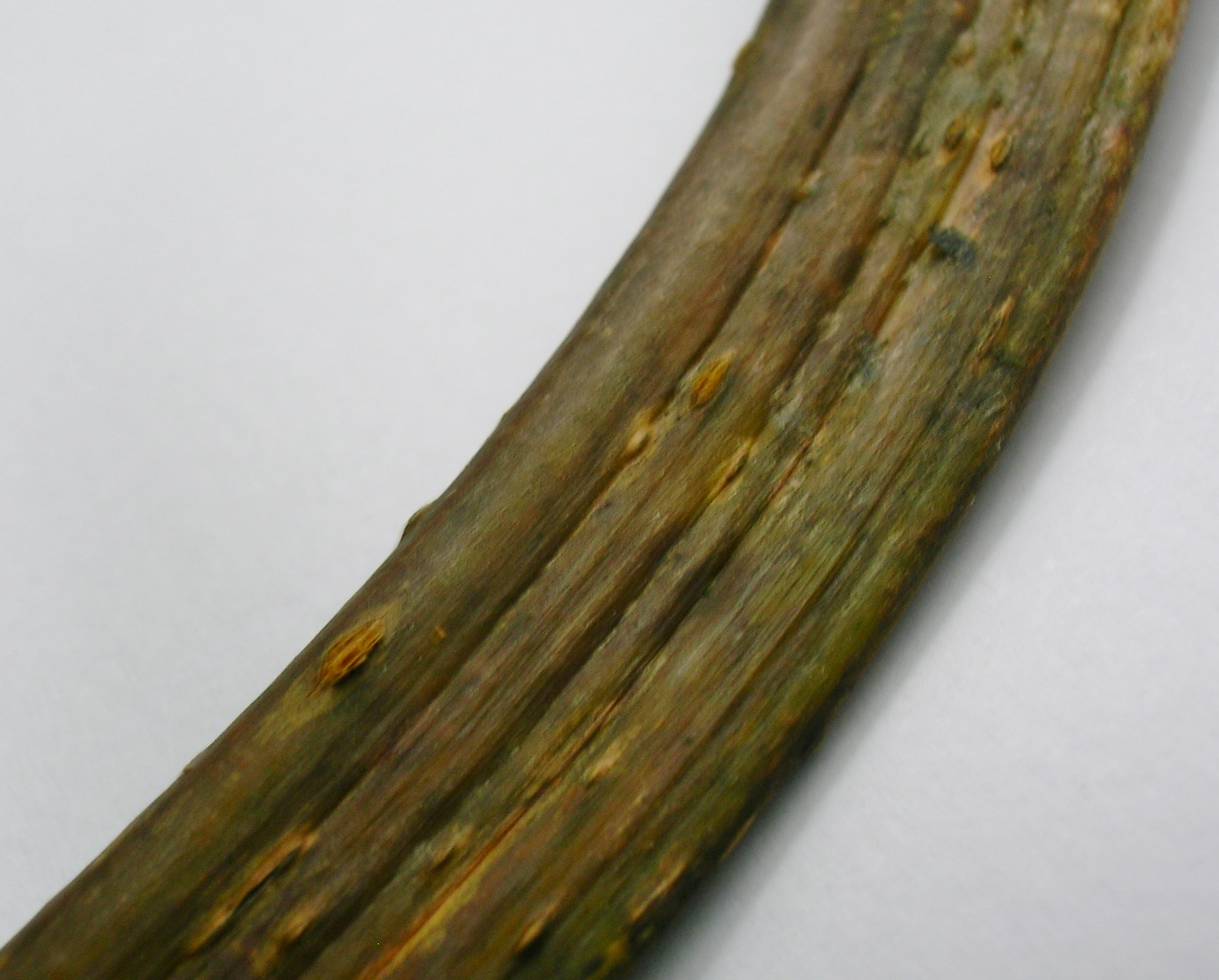
Fasciace na letorostu slivoně.

Fasciace (svazčitost) je abnormalita růstu rostlin, u rostlin příznak choroby, poškození nebo genetické poruchy. Projevuje se srůstem několika lodyh nebo letorostů, popřípadě jejich zploštěním. Větve nebo stonky mají nápadně zploštělý průřez. Jev je také někdy nazýván svazčitost. Pupeny jsou rozmístěny nepravidelně. Fasciaci lze udržet vegetavním množením. Podle některých zdrojů je specifickou, geneticky ustálenou formou fasciace jsou růžice některých druhů zeleniny, květáku a brokolice, nebo květenství některých okrasných rostlin.
Původcem fasciace jsou fyziologické šoky a napadení chorobami a škůdci. Mimo napadení roztoči, houbami, viry, bakteriemi může fasciaci způsobit ozáření, nedostatek vody nebo poškození chemickými přípravky na ochranu rostlin.
Fasciace může být příznakem napadení rostliny chorobou, například virem nebo fytoplazmou. Jev u genetických poruch patří do skupin projevů, které jsou nazývány chiméry nebo chimérismus.

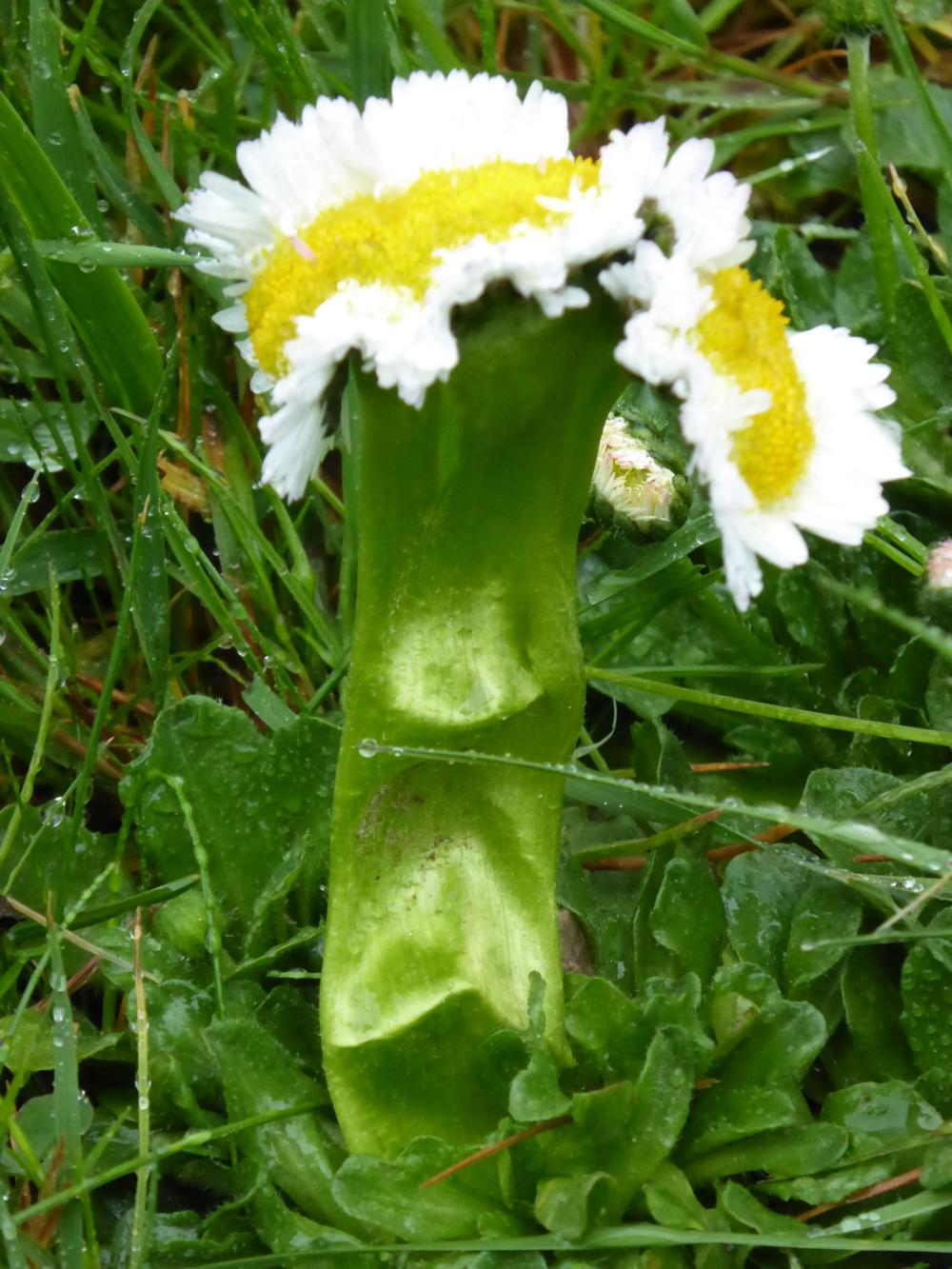
Fasciace u sedmikrásky (Bellis perennis)
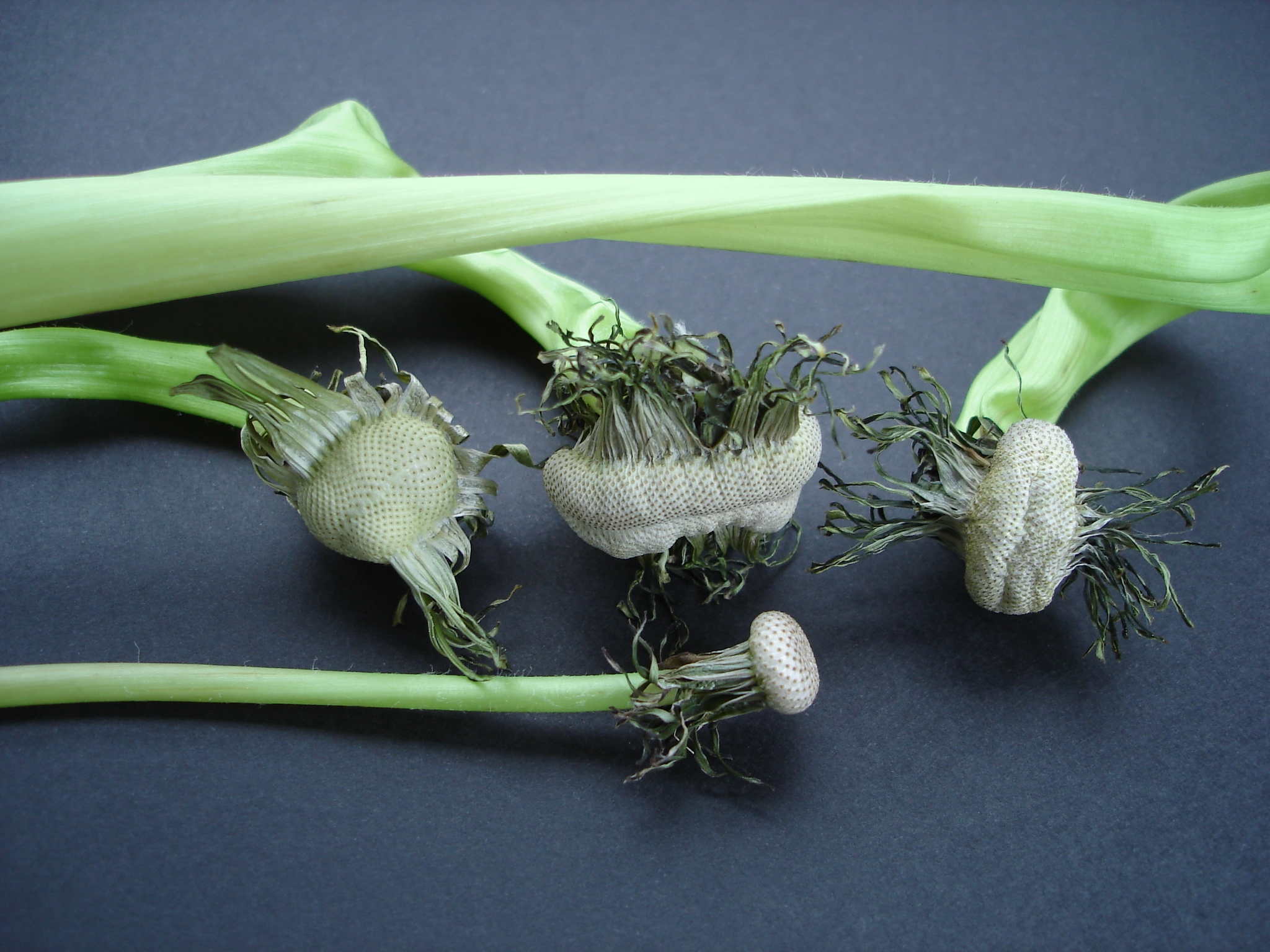
Fasciace u lodyhy pampelišky lékařské (smetánky)
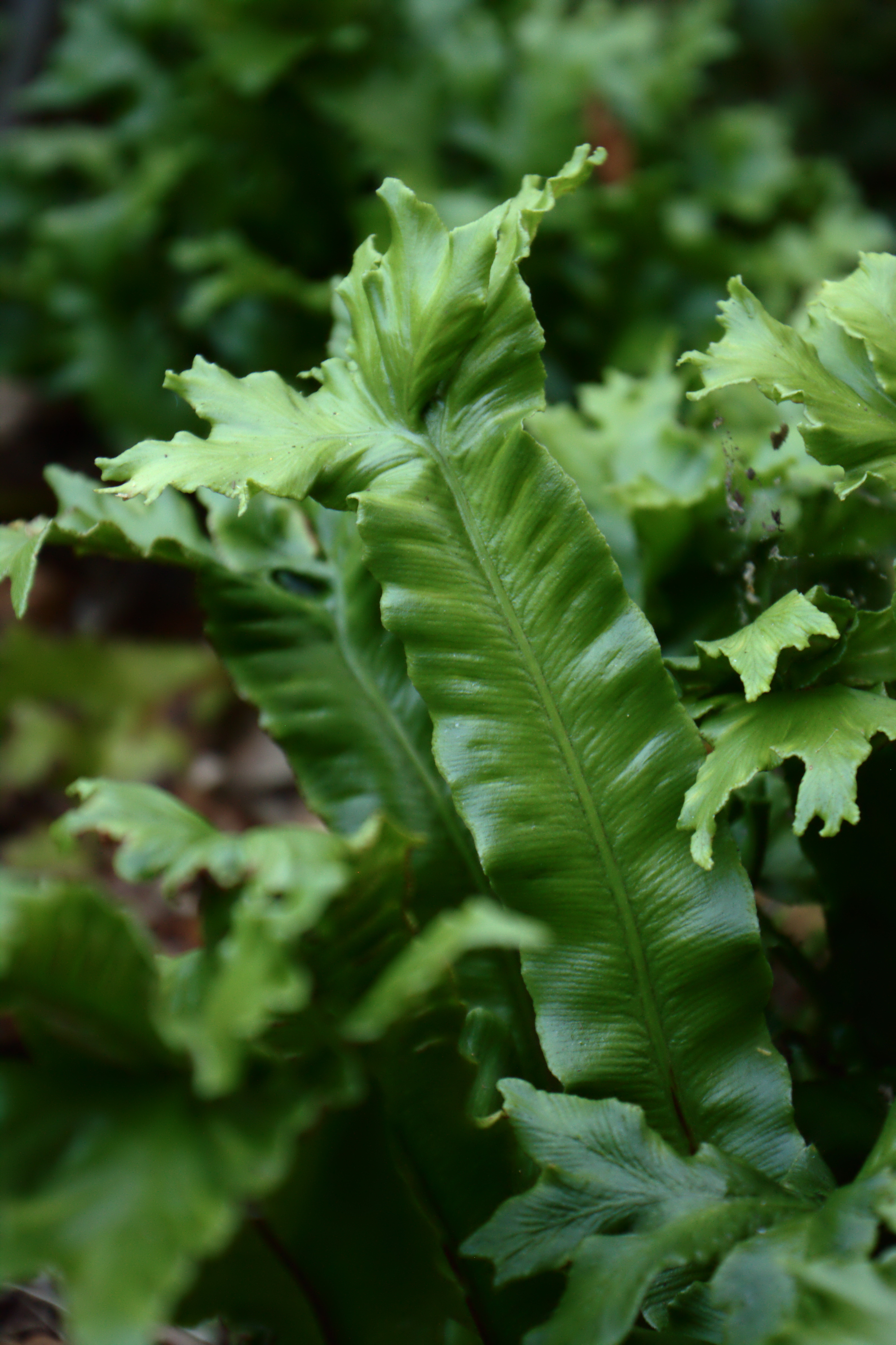
Fasciace u kapradiny jelení jazyk
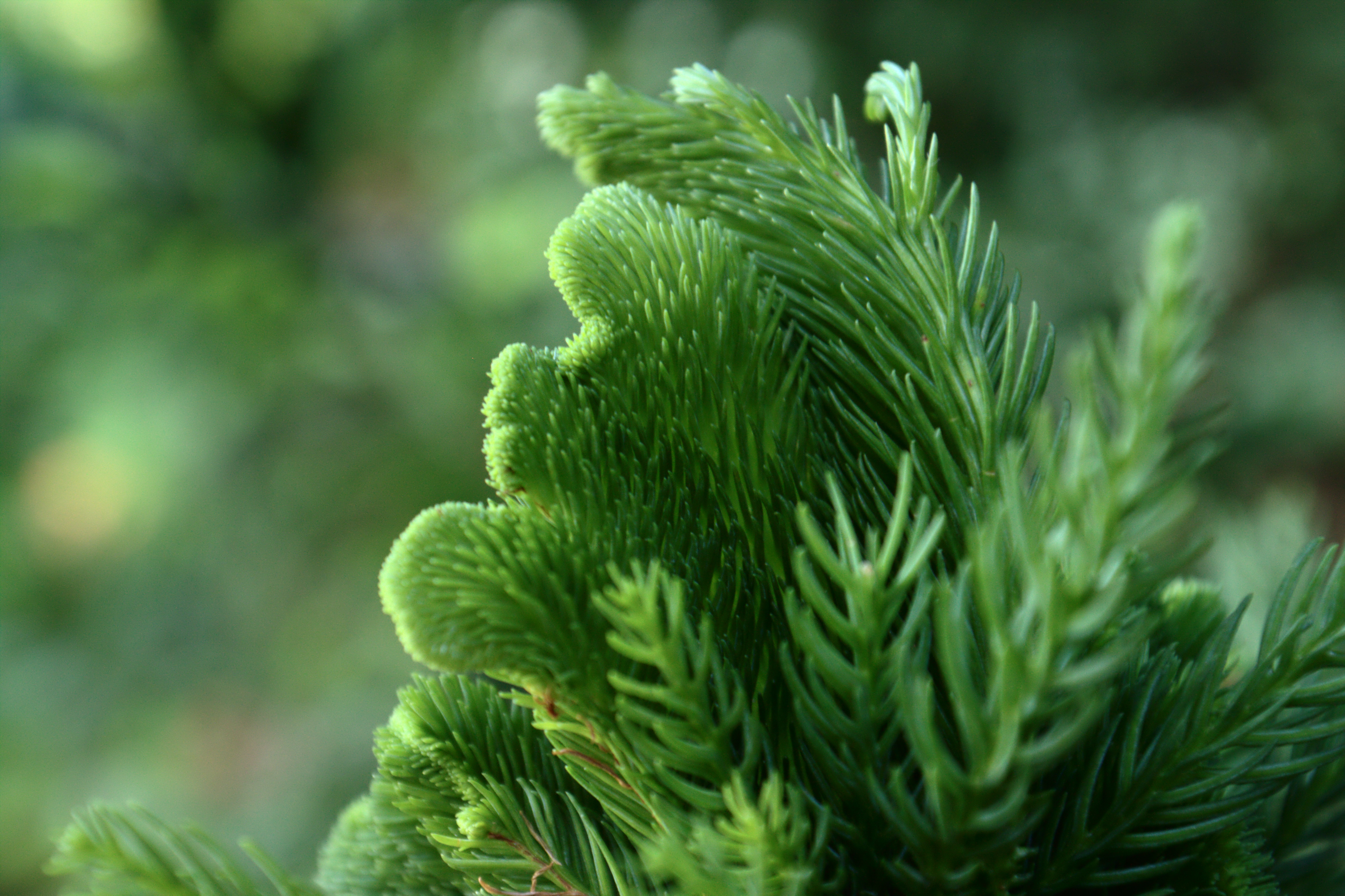
Fasciace u jehličnanu kryptomerie japonská.
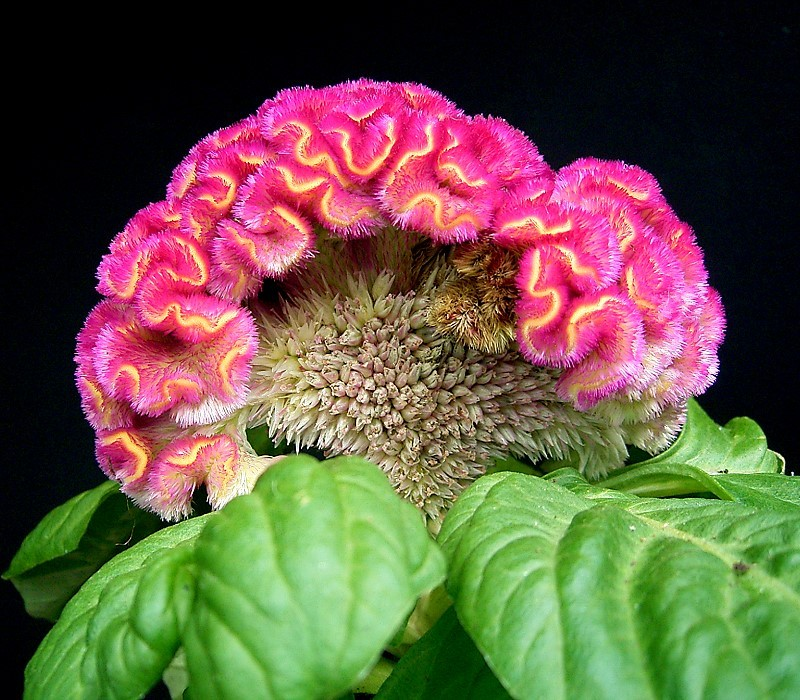
Nevadlec Celosia argentea